# N68 (Ierland)
De N68 is een nationale secundaire weg in Ierland. De weg ligt geheel in County Clare.
De weg loopt van Ennis via Lissycasey naar Kilrush, waar hij aansluit op de N67. In Ennis is een aansluiting op de N85 (Ennis-Inagh-Ennistymon).